# Euphyia lateraria
Euphyia lateraria är en fjärilsart som beskrevs av Walker 1862. Euphyia lateraria ingår i släktet Euphyia och familjen mätare. Inga underarter finns listade i Catalogue of Life.